# Бет Андерс
Бет Андерс (англ. Beth Anders, 13 листопада 1951) — американська хокеїстка на траві.
Бронзова призерка Олімпійських Ігор 1984 року.